# مارزیغی
مارزیغی (به لاتین: Marzığı، به ارمنی: مازرغا Մազրղա) منطقه‌ای مسکونی در جمهوری آذربایجان است که در شهرستان یولاخ واقع شده است.